# Isidro Con Wong
Isidro Con Wong (Puntarenas, 25 de febrero de 1931-1 de septiembre de 2024) fue un artista, pintor y escultor costarricense de origen chino.

## Vida personal
Nacido en la ciudad de Puntarenas, en la costa del Pacífico de Costa Rica, hijo de inmigrantes chinos provenientes de la provincia de Cantón-Zhongshan, en China. Siendo pequeño fue enviado a China, donde recibió temprana educación en Cantón, Macao y Hong Kong. A su regreso a Costa Rica, en 1951, se dedicó a la agricultura, la pesca y la crianza de ganado en Paquera y el Golfo de Nicoya. También trabajó como fabricante de calzado e industrial-comerciante. Desde los 40 años de edad se dedica exclusivamente a su arte.

## Obra
Al haber sido educado en China durante su juventud, estuvo en contacto con diversas escuelas chinas. Esto le permitió entrar en contacto con la cultura de sus antepasados, su lengua, escritura, comidas y tradiciones, las cuales incorpora en su arte. Al ser su periodo como agricultor y su trabajo en la finca una importante etapa de su vida, incorpora muchos de estos elementos del campo - en particular, el ganado,- y de paisajes de su natal Puntarenas en sus pinturas y esculturas en bronce y madera, lo que combinado a la influencia de la cultura china le ha permitido crear un estilo personal. Al ser en su mayoría, autodidacta, su arte se ha calificado dentro del nativismo psicológico.
Sus obras se caracterizan principalmente por el uso del color, en cuyas combinaciones incluye trucos artísticos y personales. Mediante técnicas de frotamiento y pincel, las pinturas adquieren una sensación de magia debido a su brillo y luminosidad. Una característica de sus obras es la inclusión, dentro de la base de la pintura, de formas propias de la caligrafía china no apreciables a simple vista en un primer momento, por lo que su obra se relaciona, en cierta forma, con la pintura de los pintores instintivos.

## Exposiciones
Durante su carrera, ha realizado 20 exposiciones individuales y en múltiples exposiciones colectivas en Estados Unidos de América, Francia, Italia, España, Japón, Taiwán, Panamá, Colombia, Venezuela y otros países. Unas 14 colecciones permanentes se encuentran repartidas en diversos museos del mundo, como el Museo de Bellas Artes de Taipéi y el Taipei Fine Art Museum, Taiwán, República de China; Oficina de los Chinos de Ultramar, Zhongshan, y la Alcaldía de Zhongshan, República Popular de China; el Ministerio de Cultura y Educación de la Provincia de Hangzhou, República Popular de China; el Mónaco Art Center, Montecarlo, Mónaco; Colección de la Caja Costarricense del Seguro Social, San José, Costa Rica; el Museo de Arte de Zhongshan, República Popular de China, el European Academy of Scences, Arts and Letters, París, Francia, y el Museo de la Miniatura, Colección del Museo Nacional de Arte, San José, Costa Rica, entre otras.
Uno de sus mayores logros ha sido su récord de seis participaciones consecutivas en el Gran Premio Internacional de Montecarlo, además de otros premios como la distinción de Honor Princesa Carolina de Montecarlo, y ser Miembro de Honor de la Academia Europea de Ciencias Arte y Letras, Niza, Francia.